# Zero Music Magazine
Zero Music Magazine är en svensk tidskrift om alternative- och undergroundmusik. Tidskriften startade 1994 under namnet Zynthec Club Magazine av barndomskompisarna Petter Jahnstedt och Jon Josefsson i hemstaden Skara. De båda driver än i dag förlaget 1974 Sweden HB och tidningen som 1999 bytte namn till Zero Music Magazine. 
2010 övergick man från en fysisk tidning till att enbart fokusera digitalt. 